# Anastasij (Opockij)
Anastasij (světským jménem: Vasilij Alexandrovič Opockij; 24. března 1830 – 20. prosince 1905, Petrozavodsk) byl ruský duchovní Ruské pravoslavné církve a biskup oloněcký a petrozavodský.
Byl bratrem arcibiskupa Alexije (Opockého).

## Život
Narodil se 24. března 1830 v Pskovské gubernii jako syn protojereje.
Studoval na Pskovském duchovním semináři. Poté byl poslán vedením semináře studovat na Petrohradské zemědělské učiliště.
Oženil se a 23. října 1855 byl rukopoložen na jereje a stal se knězem ve vesnici Storožki Pskovské gubernie.
Roku 1857 ovdověl a nastoupil na Petrohradskou duchovní akademii.
Dne 14. září 1861 byl postřižen na monacha se jménem Anastasij a 7. května 1862 byl jmenován inspektorem Vilenského duchovního učiliště.
Dne 9. října 1865 byl převeden na post inspektora a učitele Minského duchovního semináře.
Dne 21. dubna 1869 byl povýšen na archimandritu.
Roku 1878 byl povolán do Petrohradu.
Dne 20. července 1881 byl jmenován rektorem Litevského duchovního semináře a představeným monastýru Svaté Trojice ve Vilně.
Roku 1885 jej Nejsvětější synod zvolil biskupem brestským a vikářem litevské eparchie.
Jeho působení zde spadalo do doby blízké dokončenému znovusjednocení řeckokatolíků, kdy bylo zvláště nutné být aktivním obráncem a upřímným vyznavačem pravoslaví. Postavil se proti vynucené „rusifikaci“ západních gubernií Ruské říše a postavil se proti morálnímu vlivu Rusů na místní obyvatelstvo.
Dne 17. listopadu 1891 se stal biskupem sarapulským a vikářem vjatské eparchie.
Dne 15. května 1893 byl ustanoven biskupem čeboksarským a vikářem kazaňské eparchie.
Dne 27. června 1897 jej synod jmenoval biskupem turkestánským a taškentským, ale ze zdravotních důvodu do eparchie neodjel. Dne 9. listopadu 1897 byl kvůli zdraví odvolán ze správy eparchie.
Dne 11. července 1898 se stal biskupem balachninským a vikářem nižněnovgorodské eparchie. Funkci zastával do 20. ledna 1901, kdy byl jmenován biskupem oloněckým a petrozavodským.
Zemřel 20. prosince 1905. Pohřben byl v katedrálním chrámu Vzkříšení Krista v Petrozavodsku. Pohřební službu vedl jeho bratr arcibiskup tverský a kašinský Alexij (Opockij).